# Christopher (Illinois)
Christopher è una città della contea di Franklin, in Illinois. Al censimento del 2000 contava 2 836 abitanti mentre una stima del 2006 gliene attribuisce 2.841.
È nota in quanto la mattina del 4 dicembre 2006 un treno della Union Pacific Railroad vi deragliò, coinvolgendo due locomotive e ventuno dei suoi ottantatré vagoni. Seguì il riversamento nell'ambiente delle sostanze chimiche che trasportava, provocando alcuni intossicati, soprattutto tra i soccorritori, ma nessun ricovero in ospedale.

## Geografia fisica
La città dista circa 20 miglia da Carbondale. Secondo lo United States Census Bureau, essa ha una superficie totale di 1,4 miglia quadrate (3,7 km²), tutta classificata come land (cioè priva di acque interne).